# Equisetum ramosissimum subsp. debile
Equisetum ramosissimum subsp. debile (sin. Hippochaete debilis), biljka iz porodice presličevki ili preslica (Equisetaceae), koju su prvi puta opisali William Roxburgh i Jean Pierre Étienne Vaucher 1822. pod imenom Equisetum debile, a danas ser vodi kao podvrsta vrste Equisetum ramosissimum.
Ova ljekovita biljka raširena u Kini poznata je pod lokalnim nazivom lai-utong. U liječenju se koristi rizom zajedno s cijelom biljkom gotu kola (Centella asiatica) i lišćem biljke Emilia sonchifolia koju kinezi nazivaju  ye xia hong (葉下紅). Ekstrakt dobiven iz ovih biljaka miješa se s medom i koristi za želučane tegobe.
E. r. subsp. debile voli vlažna i hladna mjesta, a može je se pronači i u blizini jezera i močvara.

## Sinonimi
- Equisetum debile Roxb. ex Vaucher, 1822
- Hippochaete debilis (Roxb. ex Vaucher) Holub, 1972

## Vanjsk iizvori
- FOC (Flora of China)